# Gladtjärnen, Dalarna
Gladtjärnen är en sjö i Vansbro kommun i Dalarna och ingår i Dalälvens huvudavrinningsområde. Sjön har en area på 0,176 kvadratkilometer och ligger 239,9 meter över havet.

## Delavrinningsområde
Gladtjärnen ingår i det delavrinningsområde (670929-141773) som SMHI kallar för Mynnar i Västerdalälvens vattendragsyta. Medelhöjden är 241 meter över havet och ytan är 3,6 kvadratkilometer. Räknas de 5 avrinningsområdena uppströms in blir den ackumulerade arean 36,23 kvadratkilometer. Rutån som avvattnar avrinningsområdet har biflödesordning 3, vilket innebär att vattnet flödar genom totalt 3 vattendrag innan det når havet efter 314 kilometer. Avrinningsområdet består mestadels av skog (37 procent), öppen mark (11 procent) och sankmarker (38 procent). Avrinningsområdet har 0,18 kvadratkilometer vattenytor vilket ger det en sjöprocent på 4,9 procent. Bebyggelsen i området täcker en yta av 0,04 kvadratkilometer eller 1 procent av avrinningsområdet.